# Nikolaï Stoletov
Nikolaï Grigorievitch Stoletov (ou Soliétov, Николай Григорьевич Столетов), né le 2 novembre 1831 (14 novembre dans le calendrier grégorien) à Vladimir dans l'Empire russe et mort le 27 juin 1912 (10 juillet dans le calendrier grégorien)  à Tsarskoïe Selo (gouvernement de Saint-Pétersbourg), est un officier de l'Armée impériale russe qui commanda la milice bulgare de libération pendant la Guerre russo-turque de 1877-1878. Il est nommé général d'infanterie en 1898. C'était aussi un géographe émérite et un acteur du Grand Jeu.

## Biographie
Stoletov naît le 2 novembre 1831 (14 novembre dans le calendrier grégorien) à Vladimir dans une vieille famille de marchands qui s'est installée à Vladimir sous Ivan le Terrible en provenance de Novgorod après la chute de cette ville-république. Elle avait cinq autres enfants : ses frères Vassili, Alexandre, Dimitri et sœurs Varvara et Anna. Vassili Stoletov (1825-1896) deviendra un marchand prospère et l'un des bienfaiteurs les plus importants de la ville ; Alexandre Stoletov (1839-1896) deviendra un physicien reconnu dans le monde, Dimitri Stoletov (1845-1899) deviendra général-major.

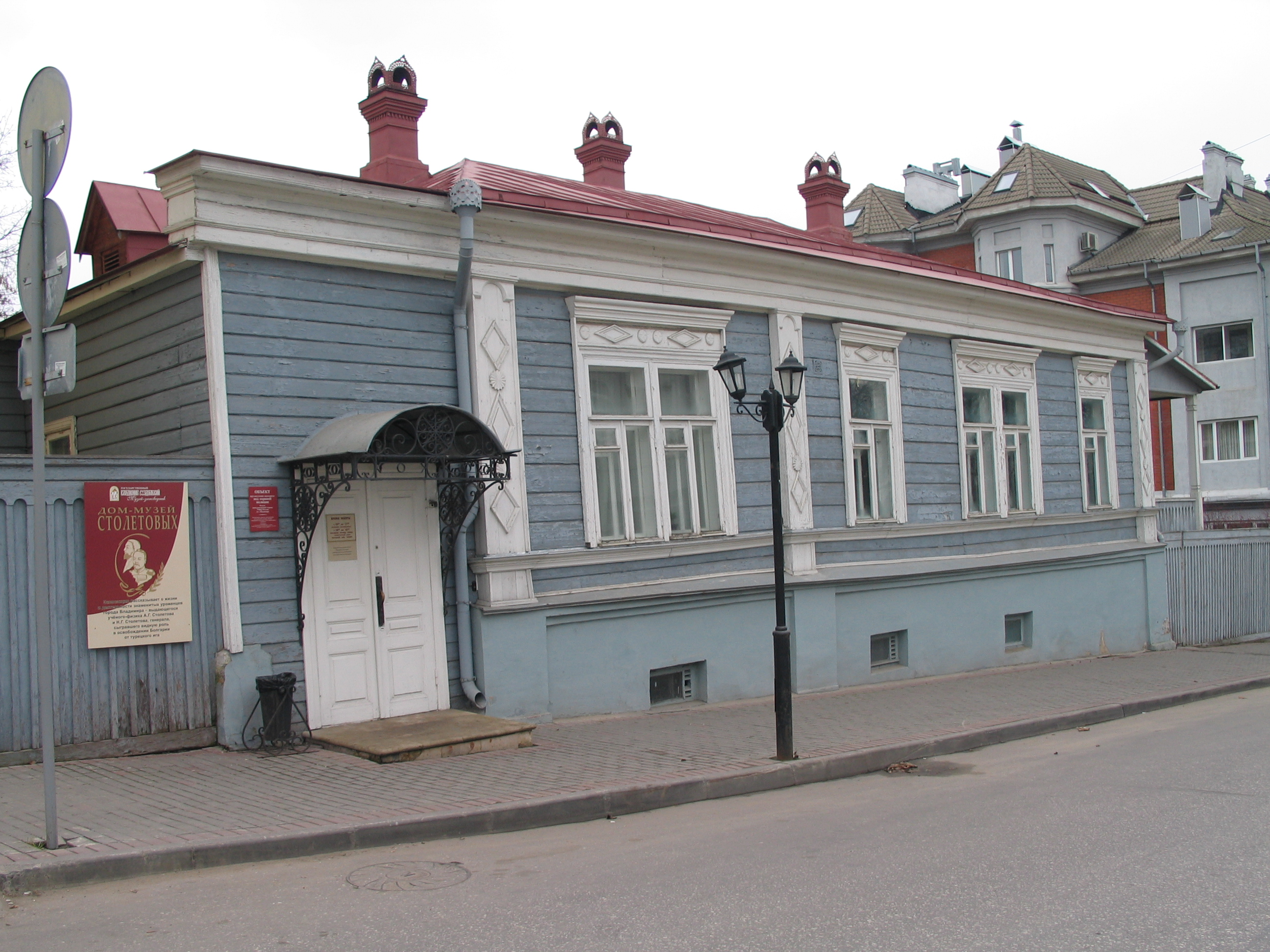
Musée-maison des frères Stoletov à Vladimir.

Nikolaï Stoletov poursuit ses études secondaires au gymnasium (lycée) de garçons de Vladimir de 1843 à 1850 dont il sort diplômé d'une médaille d'or, puis entre à la faculté de physique et de mathématiques de l'université de Moscou où étudie aussi son frère cadet Alexandre, devenant par la suite un physicien reconnu dans le monde entier.
Pendant sa dernière année d'études, la guerre de Crimée éclate, et cela va changer son destin. Au printemps 1854, après avoir terminé l'université, Nikolaï Stoletov qui était animé d'un fort sentiment patriotique, s'engage comme volontaire dans l'Armée impériale russe. Il est sous-officier d'artillerie dans la batterie légère de la 10e brigade d'artillerie. Il participe à la bataille d'Inkerman (24 octobre 1854 (5 novembre dans le calendrier grégorien)) et à la défense de Sébastopol. Il demeure dans la garnison de la forteresse de la mi-mars à la fin avril 1855, défendant le 4e bastion et la batterie de Zaboudski, ainsi que la redoute de Schwartz. Le 23 mai 1855, il est nommé officier, recevant le grade de lieutenant, pour défendre la batterie légère de la 8e brigade d'artillerie, avec laquelle il participe à la bataille de la Tchernaïa (4/16 août 1855). Stoletov est décoré pour faits d'armes en Crimée de la Croix de Saint-Georges (insigne de l'Ordre militaire no 99730).
Après la Guerre de Crimée, il sert dans la même brigade réunie à l'Armée du Sud. En 1857 il entre à l'Académie de l'état-major Nicolas dont il sort diplômé en 1859. En décembre 1859, il sert dans l'Armée du Caucase prenant part à la Guerre du Caucase. En mai 1860 il assiste le chef de la 2e section de l'état-major sous le commandant en chef de l'armée du Caucase. 
Dès 1861, il participe à des batailles dans le Caucase dans le cadre du détachement installé à Adagoum ; à partir de novembre 1863 il est chef des troupes du district de Zakataly au Daguestan. 
En janvier 1867, il est transféré au Turkestan, où en juin de la même année il est nommé chef de la chancellerie de l'administration militaire de l'oblast du Turkestan. Il prend part à une mission diplomatique la même année en Perse et en Afghanistan. En octobre 1869, il dirige le détachement de Krasnovodsk qui part à la conquête de la rive orientale de la mer Caspienne où est fondée la ville de Krasnovodsk. Dès 1872, il est commandant du 112e régiment d'infanterie de l'Oural au Turkestan. En avril-novembre 1874, Stoletov dirige l'expédition géographique de l'Amou Daria, au cours de laquelle un relevé topographique jusqu'à 3000 verstes carrées est effectué et d'importants documents géologiques, anthropologiques et historiques sont recueillis. D'après les résultats de l'expédition, il reçoit une petite médaille d'or de la Société géographique impériale en 1875. En 1875, il est commandant de la 1re brigade de la 17e division d'infanterie.
Avant le début de la Guerre russo-turque de 1877-1878, Stoletov en tant que général-major est en octobre 1876 nommé chef de la milice bulgare de libération, qu'il met sur pied. En mai 1877, il remplit avec succès sa mission, ayant formé six escouades de plus de cinq mille hommes. Il est sur le théâtre d'opération en juin 1877 avec sa milice et combat dans les Balkans en même temps que des soldats russes. En juillet-août 1877, il prend part aux actions du détachement de Peredovo du général Gourko (il se distingue surtout à la bataille d'Eski-Zagra et à la défense de Chipka). Plus tard, il commande l'avant-garde de la colonne du fameux général Skobelev dans son expédition des Balkans et à la bataille de Cheïnovo. Grâce à la bravoure dans les batailles de libération de la Bulgarie du joug ottoman, le général Stoletov reçoit l'Ordre de Saint-Georges de 4e classe, l'Ordre de Saint-Vladimir de 2e classe et l'Ordre de Sainte-Anne de 1re classe, les deux derniers avec épées.
En février 1878, le général Stoletov est à la disposition du commandant du district militaire du Turkestan. En avril de cette même année, il dirige une mission diplomatique en Afghanistan. En décembre 1878, il est affecté à l'état-major général de l'armée impériale russe. En 1881, il est nommé commandant de la 1re brigade de fusiliers. En 1886, le général Stoletov est élevé au grade de lieutenant-général et devient chef de la 18e division d'infanterie. En novembre 1893, il est commandant du 15e corps d'armée ; en novembre 1894 chef du 14e corps d'armée, puis il est élevé au grade de général d'infanterie. De mai 1899 à 1911, il est membre du conseil de guerre. En janvier 1911, il est également nommé membre du comité Alexandre qui s'occupe des blessés de guerre. 
Il meurt le 27 juin 1912 (10 juillet dans le calendrier grégorien) à Tsarskoïe Selo et il est inhumé au cimetière Saint-Vladimir de sa ville natale.

## Grades militaires

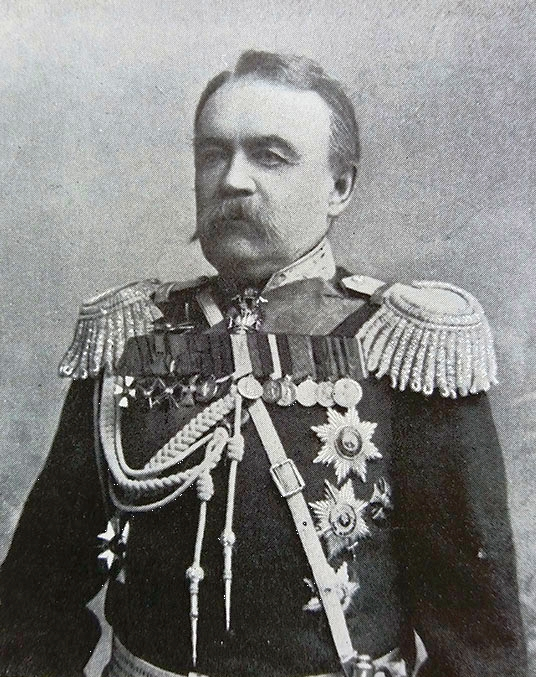

- Feuerwerker (équivalent à sous-officier artilleur) (1854)
- Praporchtchik (équivalent à enseigne) (23.05.1855)
- Lieutenant (26.12.1856)
- Capitaine d'état-major (1860)
- Capitaine (12.01.1861)
- Lieutenant-colonel (1864)
- Colonel (30.08.1867)
- Général-major (1875)
- Lieutenant-général (1886)
- Général d'infanterie (1898)

## Décorations
- Оrdre de Saint-Georges 4e classe (16.08.1877).
- Ordre de Saint-Vladimir 1re classe (1905).
- Ordre de Saint-Vladimir 2e classe avec épées (1879).
- Оrdre de Saint-Vladimir 3e classe (1870).
- Ordre de Saint-Vladimir 4e classe (4.08.1865).
- Ordre de Saint-Alexandre-Nevski (1896, avec brillants — 1901).
- Ordre de l'Aigle blanc (1898).
- Ordre de Sainte-Anne 1re classe avec épées (17.01.1879).
- Ordre de Sainte-Anne 2e classe avec épées (15.09.1869).
- Ordre de Sainte-Anne 3e classe avec épées et ruban (6.11.1862).
- Ordre de Saint-Stanislas 1re classe avec épées (27.09.1877).
- Ordre de Saint-Stanislas 2e classe avec épées (10.12.1864)[4].
- Insigne de l'Ordre militaire n° 99730 (1854)[5],[6].
- Médaille de la Défense de Sébastopol (1856).
- Médaille du cinquantenaire de la Défense de Sébastopol (1904)[6].
- Médaille de la Conquête du Caucase occidental (1864).
- Ordre pour la Bravoure 2e classe (Bulgarie, 1883).
- Ordre de Saint-Alexandre 1re classe (Bulgarie, 1883)
- Ordre du Mérite militaire 1re classe (Bulgarie, 1903 et 1907)

## Hommages
- Le général Stoletov est nommé citoyen d'honneur de la ville de Gabrovo en Bulgarie (1902), et l'un des sommets du col de Chipka porte son nom.
- Une voie de Sébastopol est baptisée de son nom : la perspective Stoletov.
- Une rue de Vladimir est appelée la rue des Frères-Stoletov, ainsi que l'université d'État de Vladimir.
- La maison-musée des Stoletov est inaugurée en 1976 à Vladimir.

## Source de la traduction
- (ru) Cet article est partiellement ou en totalité issu de l’article de Wikipédia en russe intitulé « Столетов, Николай Григорьевич » (voir la liste des auteurs).